# Suri (India)
Suri (en bengalí, িসউড়ী ) es una ciudad de la India situada en el estado de Bengala Occidental. Según el censo de 2011, tiene una población de 67 864 habitantes.
Es el centro administrativo del distrito de Birbhum. 

## Geografía
La ciudad está situada a una altitud de 71 metros sobre el nivel del mar, a 220 km de la capital estatal, Calcuta, 90 km de Durgapur, 34 km de Bolpur–Santiniketan, 55 km de Andal y 19 km de Sainthia. La ciudad esta en la zona horaria UTC +5:30.
En 2011 el área que cubría Suri eran unos 9.47 km2.